# Wije Belgii
Wije Belgii – ogół taksonów stawonogów z podtypu wijów (Myriapoda), których występowanie stwierdzono na terytorium Belgii.

## Pareczniki(Chilopoda)

### Rząd:drewniakokształtne(Lithobiomorpha)

#### Rodzina:Henicopidae
W Belgii stwierdzono:
- Lamyctes emarginatus

#### Rodzina:drewniakowate(Lithobiidae)
W Belgii stwierdzono:
- Lithobius aeruginosus
- Lithobius agilis
- Lithobius borealis
- Lithobius calcaratus
- Lithobius crassipes
- Lithobius curtipes
- Lithobius dentatus
- Lithobius erythrocephalus
- Lithobius forficatus – drewniak widełkowiec
- Lithobius lapidicola
- Lithobius lusitanus
- Lithobius macilentus
- Lithobius melanops
- Lithobius microps
- Lithobius muticus
- Lithobius pelidnus
- Lithobius piceus
- Lithobius pilicornis
- Lithobius subtilis
- Lithobius tenebrosus
- Lithobius tricuspis

### Rząd:przetarcznikokształtne(Scutigeromorpha)
W Belgii stwierdzono tylko jeden gatunek z rodziny Scutigeridae:
- Scutigera coleoptrata

### Rząd:skolopendrokształtne(Scolopendromorpha)
W Belgii stwierdzono trzy gatunki z rodziny Cryptopidae:
- Cryptops anomalans
- Cryptops hortensis
- Cryptops parisi

### Rząd:zieminkokształtne(Geophilomorpha)

#### Rodzina:Dignathodontidae
W Belgii stwierdzono tylko jeden gatunek:
- Henia vesuviana

#### Rodzina:Himantariidae
W Belgii stwierdzono:
- Haplophilus sp.
- Stigmatogaster subterraneus

#### Rodzina:Linotaeniidae
W Belgii stwierdzono:
- Strigamia acuminata
- Strigamia crassipes
- Strigamia maritima

#### Rodzina:Mecistocephalidae
W Belgii stwierdzono:
- Mecistocephalus maxillaris

#### Rodzina:Schendylidae
W Belgii stwierdzono:
- Brachyschendyla sp.
- Schendyla dentata
- Schendyla nemorensis

#### Rodzina:zieminkowate(Geophilidae)
W Belgii stwierdzono:
- Clinopodes sp.
- Geophilus carpophagus
- Geophilus electricus
- Geophilus flavus
- Geophilus linearis
- Geophilus oligopus
- Geophilus proximus
- Geophilus truncorum
- Necrophlaeophagus sp.
- Pachymerium ferrugineum

## Dwuparce(Diplopoda)

### Rząd:strzępnice(Polyxenida)

#### Rodzina:strzępnicowate(Polyxenidae)
W Belgii stwierdzono tylko jeden gatunek:
- Polyxenus lagurus – strzępnica zającowata

### Rząd:skulice(Glomerida)

#### Rodzina:skulicowate(Glomeridae)
W Belgii stwierdzono:
- Geoglomeris subterranea
- Glomeris intermedia
- Glomeris marginata – skulica obrzeżona

### Rząd:krocionogi właściwe(Julida)

#### Rodzina:Blaniulidae
W Belgii stwierdzono:
- Archiboreoiulus pallidus
- Blaniulus guttulatus
- Boreoiulus tenuis
- Choneiulus palmatus
- Nopoiulus kochii
- Proteroiulus fuscus

#### Rodzina:Krocionogowate(Julidae)
W Belgii stwierdzono:
- Allajulus nitidus
- Brachyiulus pusillus
- Chromatoiulus
- Cylindroiulus apenninorum
- Cylindroiulus britannicus
- Cylindroiulus caeruleocinctus
- Cylindroiulus latestriatus
- Cylindroiulus parisiorum
- Cylindroiulus punctatus
- Cylindroiulus truncorum
- Cylindroiulus vulnerarius
- Enantiulus nanus
- Julus scandinavius
- Leptoiulus belgicus
- Leptoiulus kervillei
- Leptoiulus proximus
- Leptophyllum
- Megaphyllum projectum
- Microiulus
- Ommatoiulus rutilans
- Ommatoiulus sabulosus
- Ophyiulus pilosus
- Schizophyllum
- Sechellobolus
- Tachypodoiulus niger
- Unciger foetidus
- Xestoiulus laeticollis

#### Rodzina:Nemasomatidae
W Belgii stwierdzono:
- Isobates sp.
- Nemasoma varicorne

### Rząd:Spirobolida

#### Rodzina:Spirobolellidae
W Belgii stwierdzono:
- Paraspirobolus lucifugus

### Rząd:Chordeumatida

#### Rodzina:Brachychaeteumatidae
W Belgii stwierdzono:
- Brachychaeteuma bagnalli
- Brachychaeteuma bradeae

#### Rodzina:Chordeumatidae
W Belgii stwierdzono:
- Chordeuma sylvestre
- Melogona gallica
- Melogona voigtii
- Microchordeuma sp.
- Mycogona germanica
- Orthochordeuma sp.
- Orthochordeumella pallida

#### Rodzina:Craspedosomatidae
W Belgii stwierdzono:
- Craspedosoma rawlinsi
- Nanogona polydesmoides

#### Rodzina:Opisthocheiridae
W Belgii stwierdzono:
- Ceratophys amoena

### Rząd:węzławce(Polydesmida)

#### Rodzina:Haplodesmidae
W Belgii stwierdzono:
- Prosopodesmus panporus

#### Rodzina:Macrosternodesmidae
W Belgii stwierdzono:
- Macrosternodesmus palicola
- Ophiodesmus albonanus

#### Rodzina:Oniscodesmidae
W Belgii stwierdzono:
- Amphitomeus attemsi
- Detodesmus sp.

#### Rodzina:Paradoxosomatidae
W Belgii stwierdzono:
- Cytherois fischeri
- Orthomorpha sp.
- Oxidus gracilis
- Stosatea italica

#### Rodzina:Polydesmidae
W Belgii stwierdzono:
- Brachydesmus superus
- Polydesmus angustus
- Polydesmus coriaceus
- Polydesmus denticulatus
- Polydesmus inconstans
- Propolydesmus testaceus

#### Rodzina:Pyrgodesmidae
W Belgii stwierdzono:
- Poratia digitata

## Skąponogi(Pauropoda)

### Rząd:Tetamerocerata

#### Rodzina:Pauropodidae
W Belgii stwierdzono:
- Allopauropus cuenoti
- Allopauropus danicus
- Allopauropus distinctus
- Allopauropus gracilis
- Allopauropus montidiabolus
- Allopauropus multiplex
- Allopauropus tenuis
- Allopauropus vulgaris